# Greenwood (Carolina do Sul)
Greenwood é uma cidade localizada no estado norte-americano da Carolina do Sul, no Condado de Greenwood.

## Demografia
Segundo o censo norte-americano de 2000, a sua população era de 22.071 habitantes.
Em 2006, foi estimada uma população de 22.407, um aumento de 336 (1.5%).

## Geografia
De acordo com o United States Census Bureau tem uma área de
35,5 km², dos quais 35,5 km² cobertos por terra e 0,0 km² cobertos por água. Greenwood localiza-se a aproximadamente 198 m acima do nível do mar.

## Localidades na vizinhança
O diagrama seguinte representa as localidades num raio de 16 km ao redor de Greenwood.